# دينورو
إدفيناس بيتشوفسكيس (مواليد 25 ديسمبر 1999) ويشتهر بدينورو هو دي جيه ومنتج موسيقي ليتواني، بدأ مسيرته الفنية في عام 2013.